# Újhely (Szlovákia)
Újhely (más néven Szlovákújhely, Kisújhely vagy Tótújhely, szlovákul: Slovenské Nové Mesto kiejtéseⓘ) község Szlovákiában, a Kassai kerület Tőketerebesi járásában.

## Fekvése
Sátoraljaújhely a Trianoni békeszerződést követően Csehszlovákiához csatolt része a Ronyva-patak bal partján, a Kelet-szlovákiai-alföld délnyugati csücskében. Az 1920-as évek elején szlovák telepesekkel benépesített Sátoraljaújhely-Gyártelep vasútállomásából, valamint a közeli Karlatanyából és Kistanyából vált önálló községgé. Közúti és vasúti átkelőhely Magyarország és Szlovákia között.

## Története
Újhely 1920-ig Sátoraljaújhely városának része, amely Zemplén vármegye székhelye volt. Története megegyezik a város történetével. Az első világháború idején a mai temető területén barakkok álltak, melyekben katonai kórház működött. Sátoraljaújhely város területének kettévágására stratégiai okokból volt szükség. Az új csehszlovák állam ugyanis csak így tudta ellenőrzése alatt tartani a Kassa-Munkács vasútvonalat, melynek egyik állomása Sátoraljaújhely volt. Így a trianoni diktátum után a város vasútállomása és környéke minden egyéb szempont mérlegelése nélkül a csehszlovák oldalra került.
Közkeletű mítosz a "hajózható Ronyva" legendája, mely szerint a csehszlovákok a Ronyva-patak határként történő elismertetését úgy érték el, hogy azt hajózhatónak hazudták, és ennek érdekében egy gőzhajó haladását is eljátszották. A valóságban ez a legenda az 1930-as években terjedt el, a Ronyva szabályozását valamint a Revíziós Liga brosúráját követően. A határ meghúzásának kizárólagos szempontja a vasútvonal volt, nem a hajózás, az a mai napig is pár tíz méternyire halad a határtól ezen a szakaszon.
Az átkerült rész – melyet korábban Gyártelepnek neveztek – először még nem volt önálló község, hanem közigazgatásilag Borsi fennhatósága alá rendelték. A helyi közigazgatás csak 1922-ben alakult meg. Az első családi házak az egykori Windischgraetz-major felosztása után épültek fel. A telepesek első nagyobb hulláma 1926 és 1928 között érkezett, a szlovákosítás jegyében Sztropkó és Eperjes környéki szlovák földművesek voltak, akik földjeiket a magyar birtokosoktól megvásárolták. Ideköltözésük után közülük sokan vasutasok, kereskedők, kézművesek, gyári munkások lettek. A településen kezdetben nem volt iskola, a gyerekek 1923-ig – az iskola elkészültéig, mely a vasút felvételi épületében létesült – Borsiba jártak iskolába. Újhely a lakosság növekedésével egyre inkább kisvárosi jelleget öltött, mely a környékbeli falvak gazdasági, kulturális és kereskedelmi központja lett. A lakosság nagy része zsidó volt, akik számos üzletet nyitottak és 1931-ben az istentiszteletek céljára egy 19. századi épületet zsinagógává alakítottak át. A katolikus istentiszteleteket ebben az időben még az iskola épületében tartották. A második világháború után a korábbi zsinagógát alakították át katolikus templommá. A vámhivatal és a rendőrség épülete 1932-ben készült el.
1938-ban az első bécsi döntést megelőző tárgyalások során már október 11-én (Ipolysággal együtt) visszaszolgáltatta Csehszlovákia Magyarországnak, amelyet közigazgatásilag nyomban egyesítettek Sátoraljaújhellyel. A város lakói nagy örömmel gázoltak át a korábbi határfolyón, a Ronyva-patakon. A szlovák lakosság egy része elmenekült, az iskolában bevezették a magyar nyelvű tanítást. Újhely az egyike volt annak a hat körzetnek, amellyel kapcsolatban 1940-ben a salzburgi tárgyalásokon a Jozef Tiso vezette delegáció memorandumot nyújtott át Németországnak, a település visszacsatolása és lakosságcsere megvalósítása érdekében.
Magyarország német megszállása után 1944 május 21-én a település zsidó lakosságát is koncentrációs táborokba hurcolták.
A szovjet hadsereg 1944. december 3-án foglalta el a várost és vele együtt a mai község területét. Ez azt is jelentette, hogy a települést ismét elszakították Sátoraljaújhelytől és a később újraszervezett Csehszlovákiához került. Az iskolában közben szlovákul tanítottak, míg északról újabb szlovák lakosok érkeztek a jobb megélhetés reményében és persze a település is gazdagodott, hiszen új családi házak is épültek, miközben a nagybirtokokat felosztották. A település zsinagógáját a helyi katolikusok vették birtokba.[forrás?] 1949. július 1-én megalakult a földműves szövetkezet. 1947-óta jégpince és hűtőház, 1948-óta borüzem, 1953-tól pékség, 1966-tól takarmányszárító működött a településen. 1993-ban a független szlovák állam megalakulásával Újhely Szlovákia része.
2004-ben mind Magyarország, mind Szlovákia az Európai Unió tagja lett, 2007. november 15-én pedig mindkét állam a schengeni egyezmény részese, ami azt jelenti, hogy a két, gyakorlatilag összeépült és csak a Ronyva-patak által elválasztott település közt szabad a közlekedés. Ez nem volt zökkenőmentes, mert a szlovák oldalon a Ronyva-híd állapotára hivatkozva "behajtani tilos" táblákat helyeztek ki, majd amikor ezt ismeretlenek eltávolították, beton virágládákat tettek le az út közepére. Csak kétoldalú egyeztetéseket követően sikerült megoldani a helyzetet, és azóta az útszakasz akadálytalanul járható.

## Népessége
| Év:            | 1994. | 2004.    | 2014.   | 2024.   |
| -------------- | ----- | -------- | ------- | ------- |
| Emberek száma: | 952   | 1052     | 1104    | 1067    |
| Eltérés:       |       | +10,50 % | +4,94 % | -3,35 % |

| Év:            | 2023. | 2024.   |
| -------------- | ----- | ------- |
| Emberek száma: | 1080  | 1067    |
| Eltérés:       |       | -1,20 % |

1921-ben 522 lakosából 83 magyar, 56 orosz, 10 zsidó, 266 csehszlovák, 8 egyéb nemzetiségű és 99 állampolgárság nélküli volt. Ebből 254 római katolikus, 168 görög katolikus, 59 református, 18 izraelita, 5 evangélikus és 18 egyéb vallású volt.
1930-ban 678 lakosából 22 magyar, 28 zsidó, 2 ruszin, 1 német, 540 csehszlovák, 1 egyéb nemzetiségű és 84 állampolgárság nélküli volt. Ebből 325 római katolikus, 91 görög katolikus, 81 református, 47 izraelita, 26 evangélikus és 108 egyéb vallású volt.
1941-ben 579 lakosából 568 magyar és 4 szlovák volt.
1970-ben 1062 lakosából 158 magyar és 900 szlovák volt.
1980-ban 1077 lakosából 151 magyar és 909 szlovák volt.
1991-ben 964 lakosából 229 magyar és 720 szlovák volt.
2001-ben 1072-en lakták, ebből 927 szlovák és 130 magyar volt.
2011-ben 1086 lakosából 829 szlovák, 106 cigány és 98 magyar volt.
2021-ben 1100 lakosából 858 szlovák, 112 magyar (10,1%), 86 cigány, 5 cseh, 2 ukrán, 1 lengyel, 1 rutén, 35 ismeretlen nemzetiségű.

## Nevezetességei
- Római katolikus temploma a 19. században épült. Eredetileg zsinagóga volt.
- A tokaji bor fő szlovákiai termelőhelye, pincészete országos hírű. Mint Sátoraljaújhely egykori része, a történelmi Tokaj-hegyaljai borvidékhez tartozik.

## Képtár

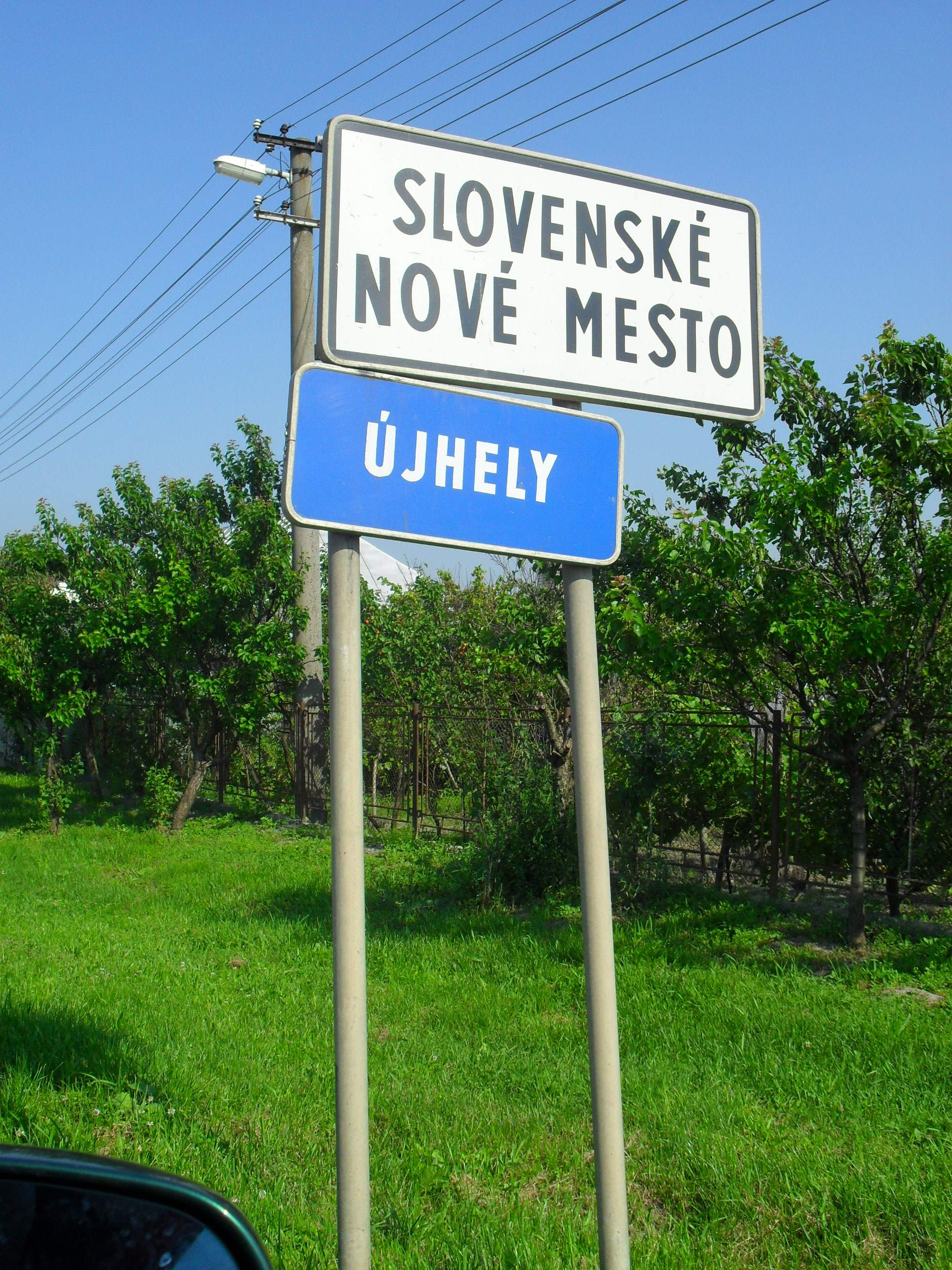
Kétnyelvű helységnévtábla
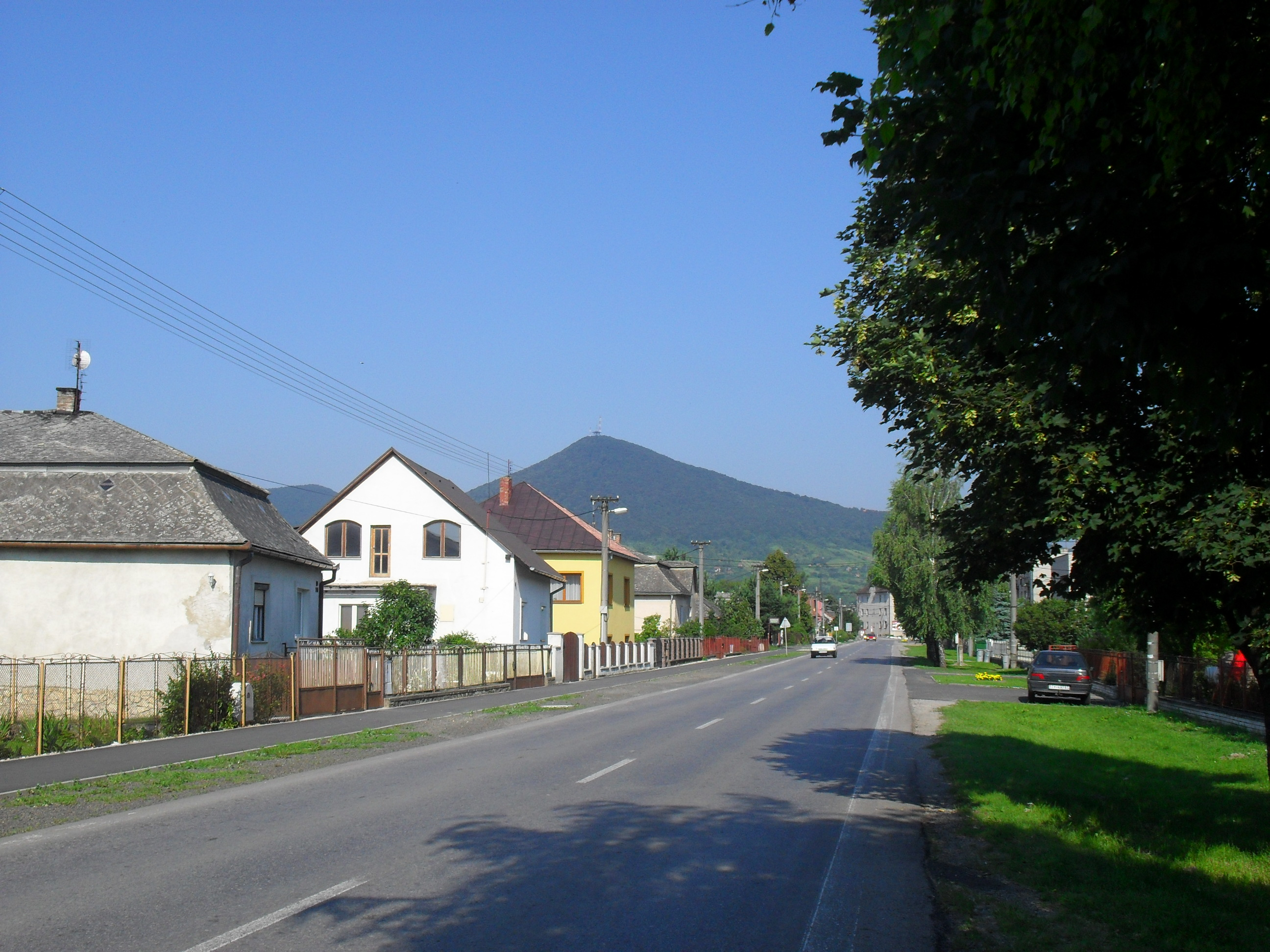
Utcanévtábla
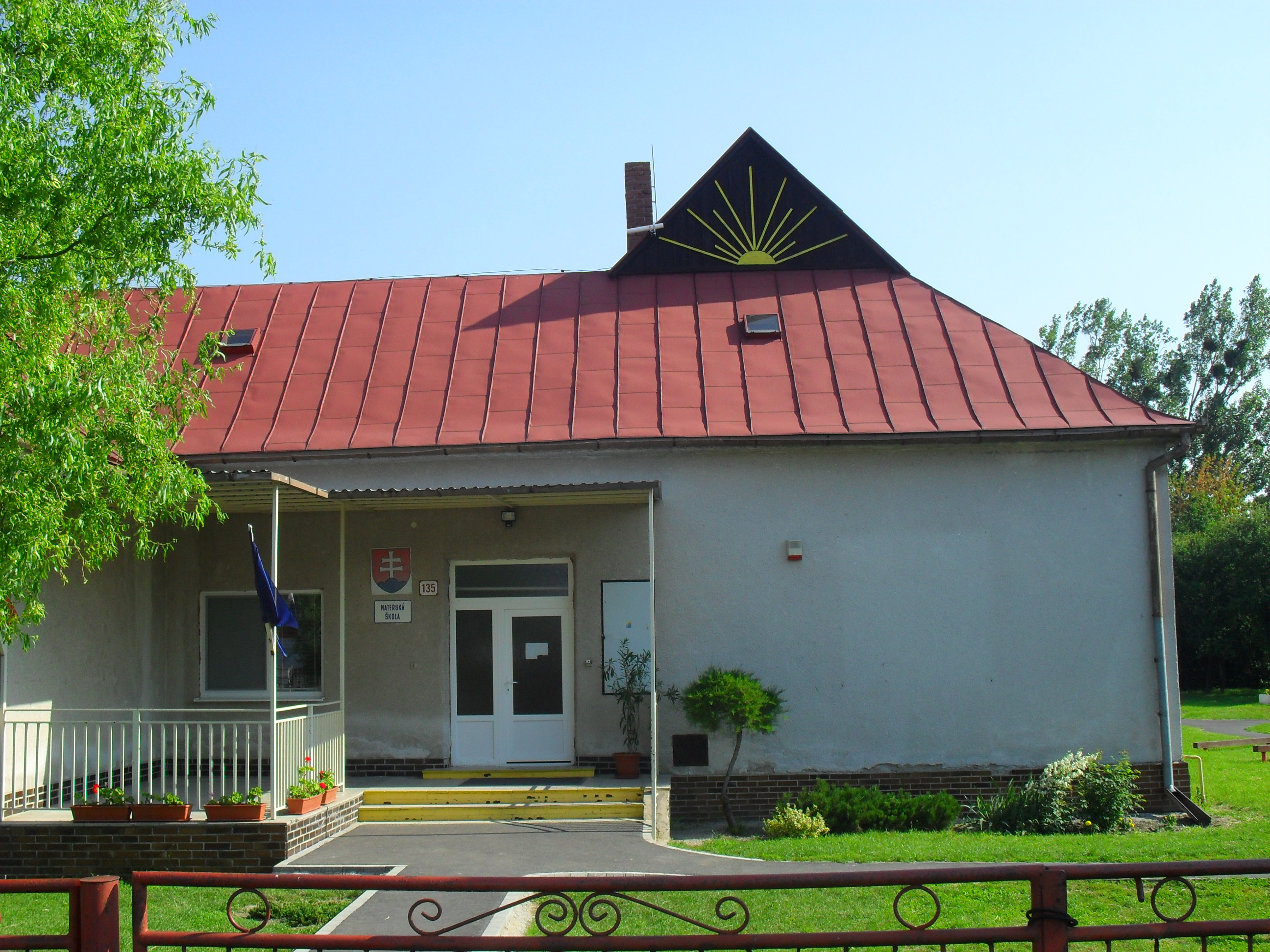
Óvoda
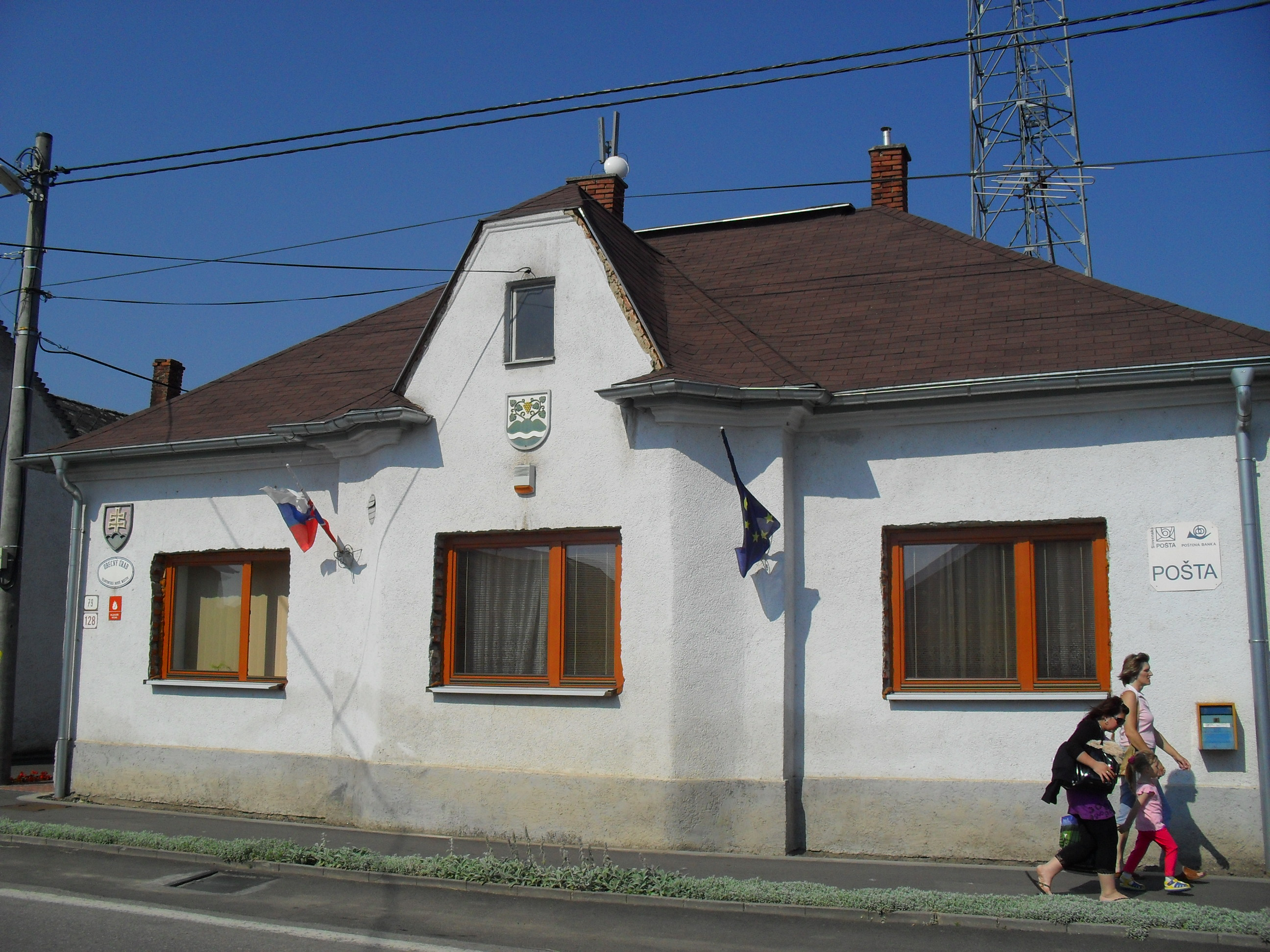
Községi hivatal
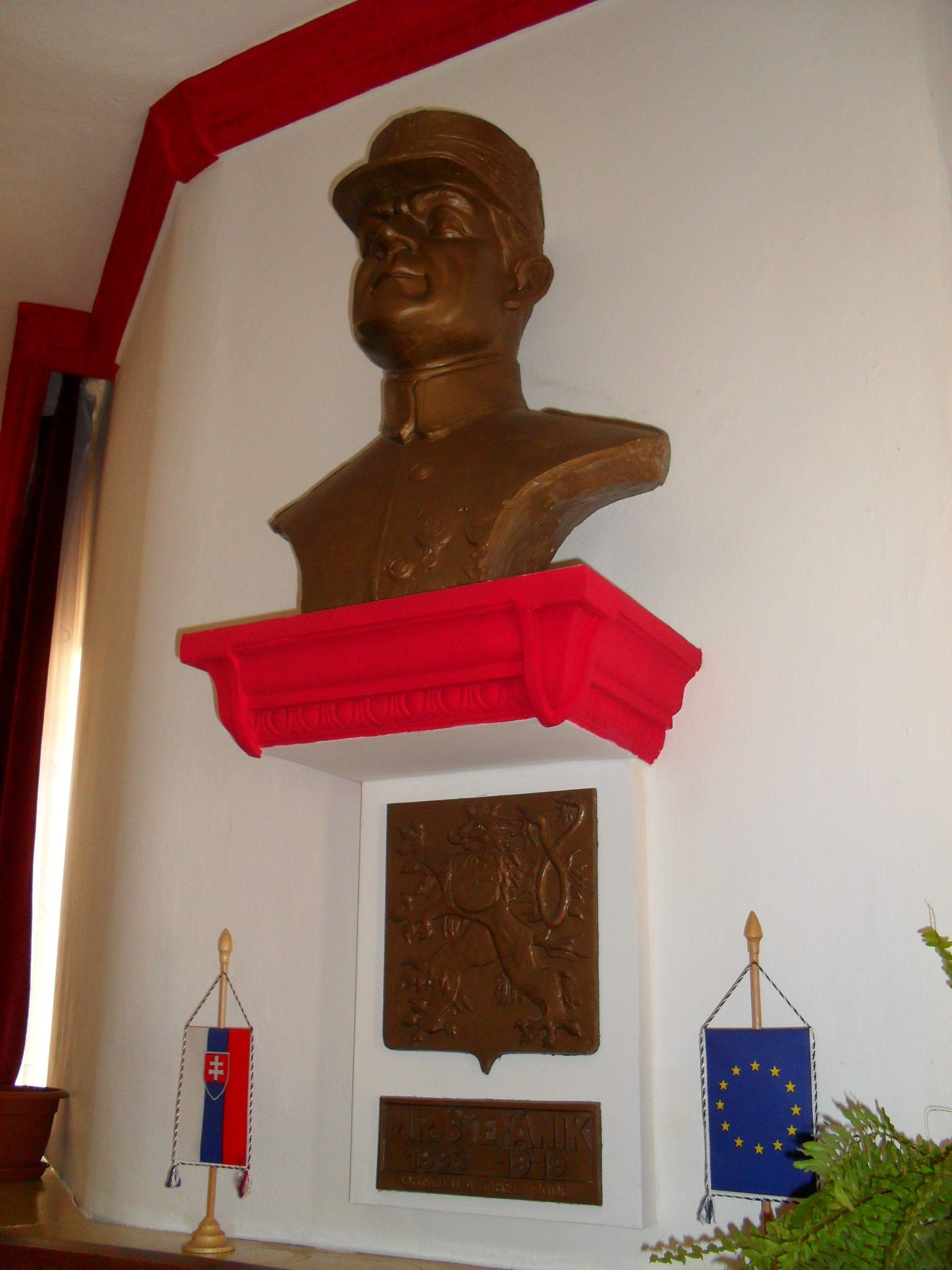
M. R. Štefánik mellszobra a községi hivatal tanácstermében
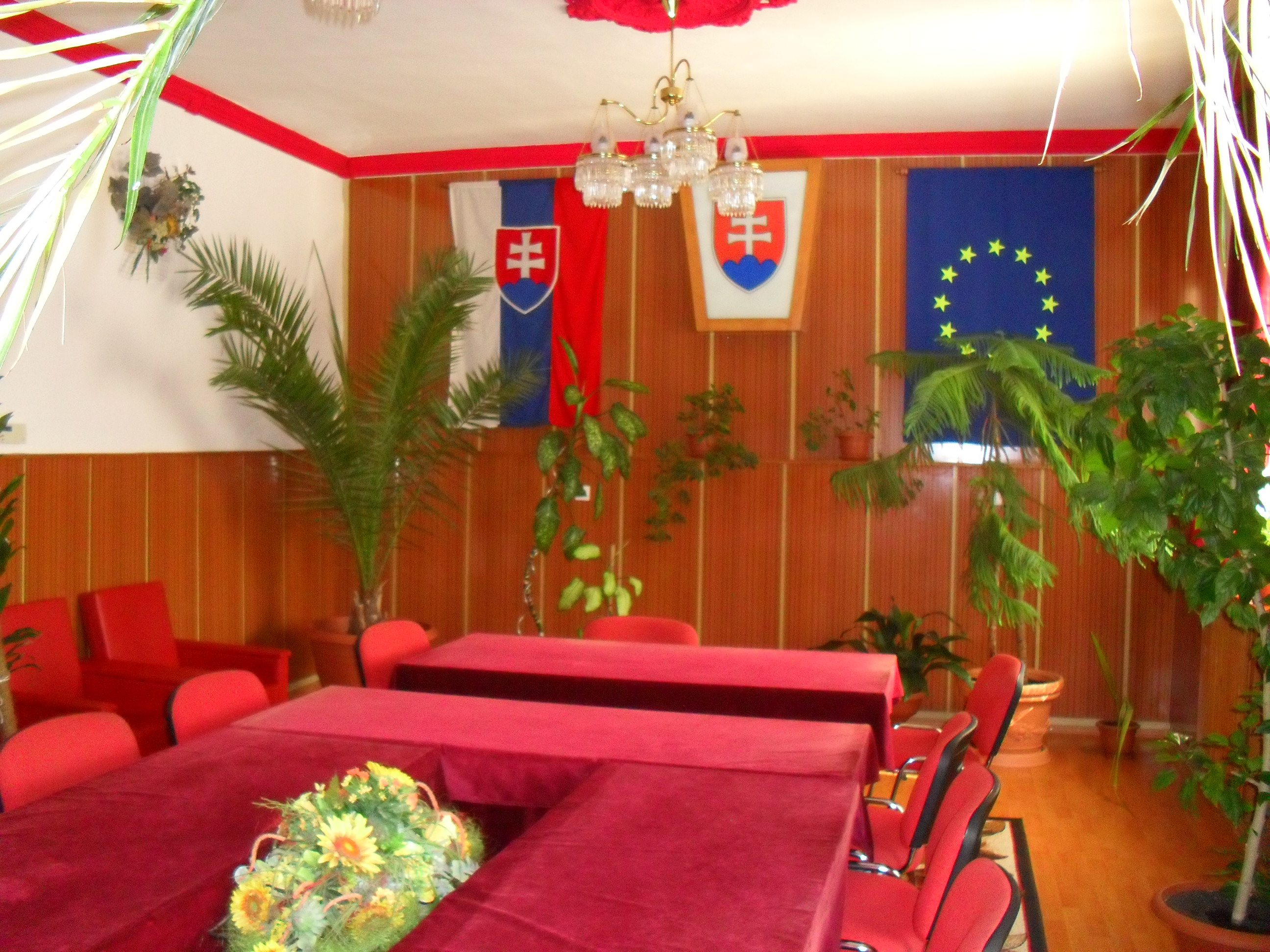
A községi hivatal tanácsterme
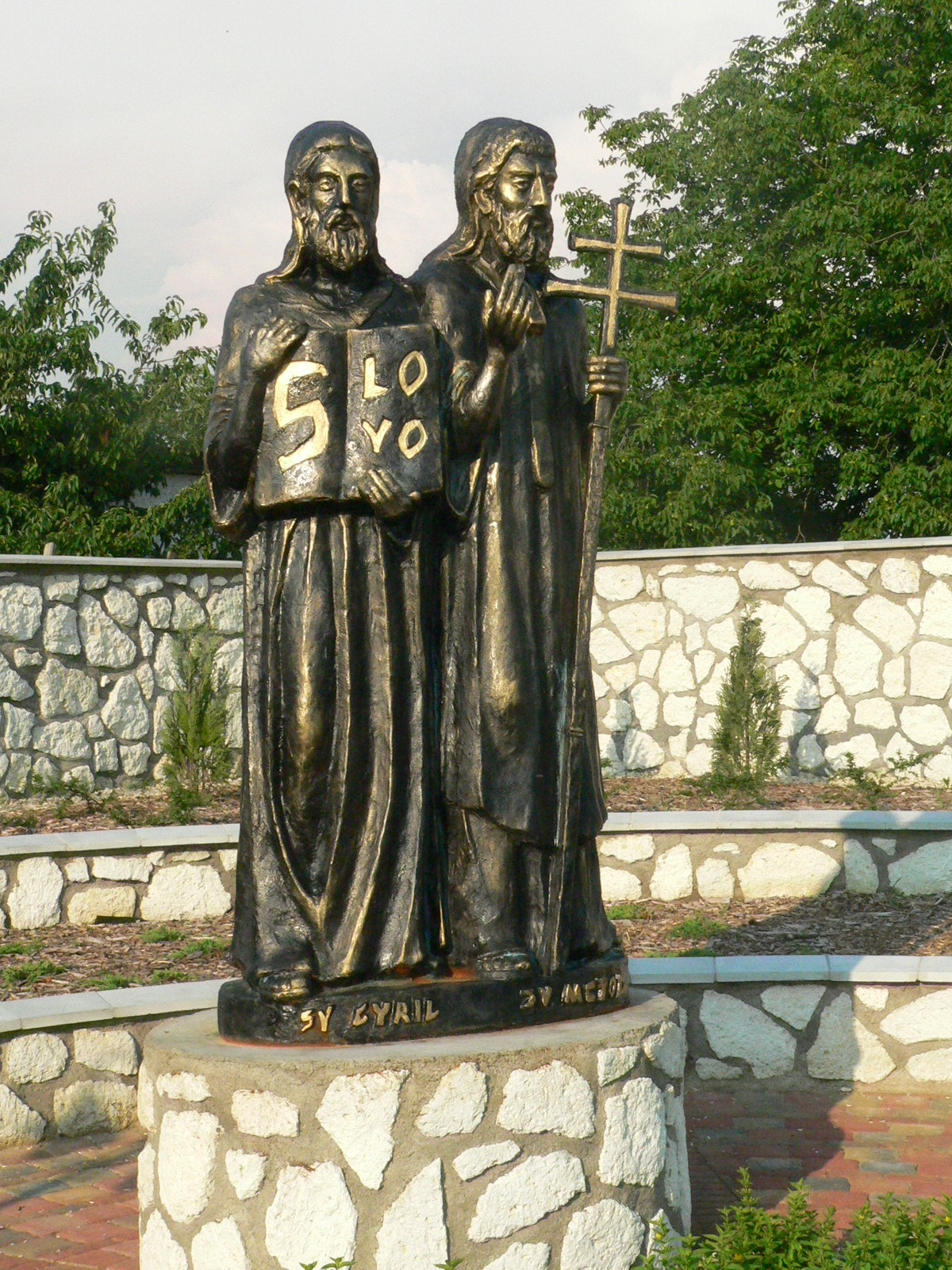
Cirill és Metód szobra Újhelyen
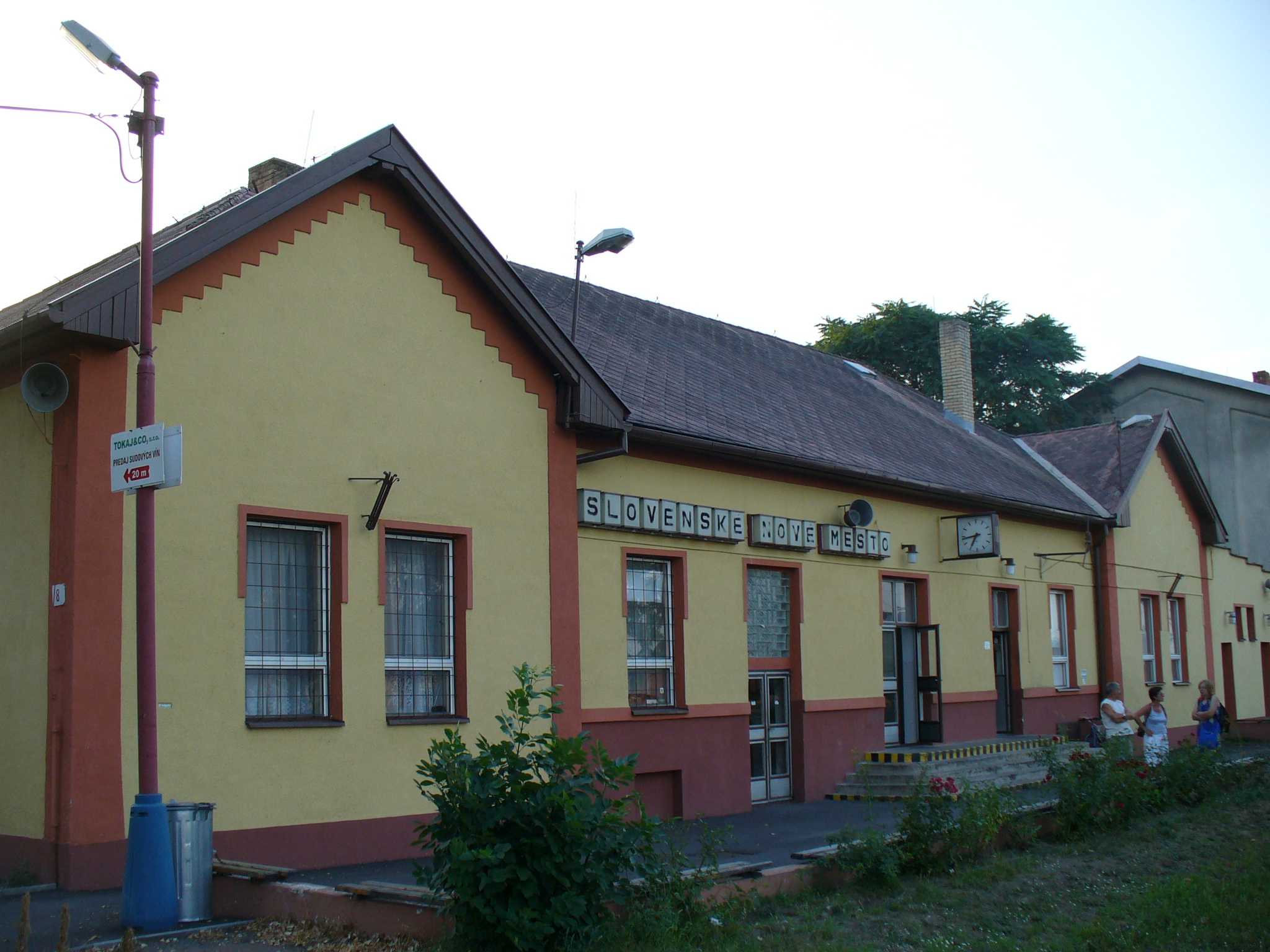
A vasútállomás
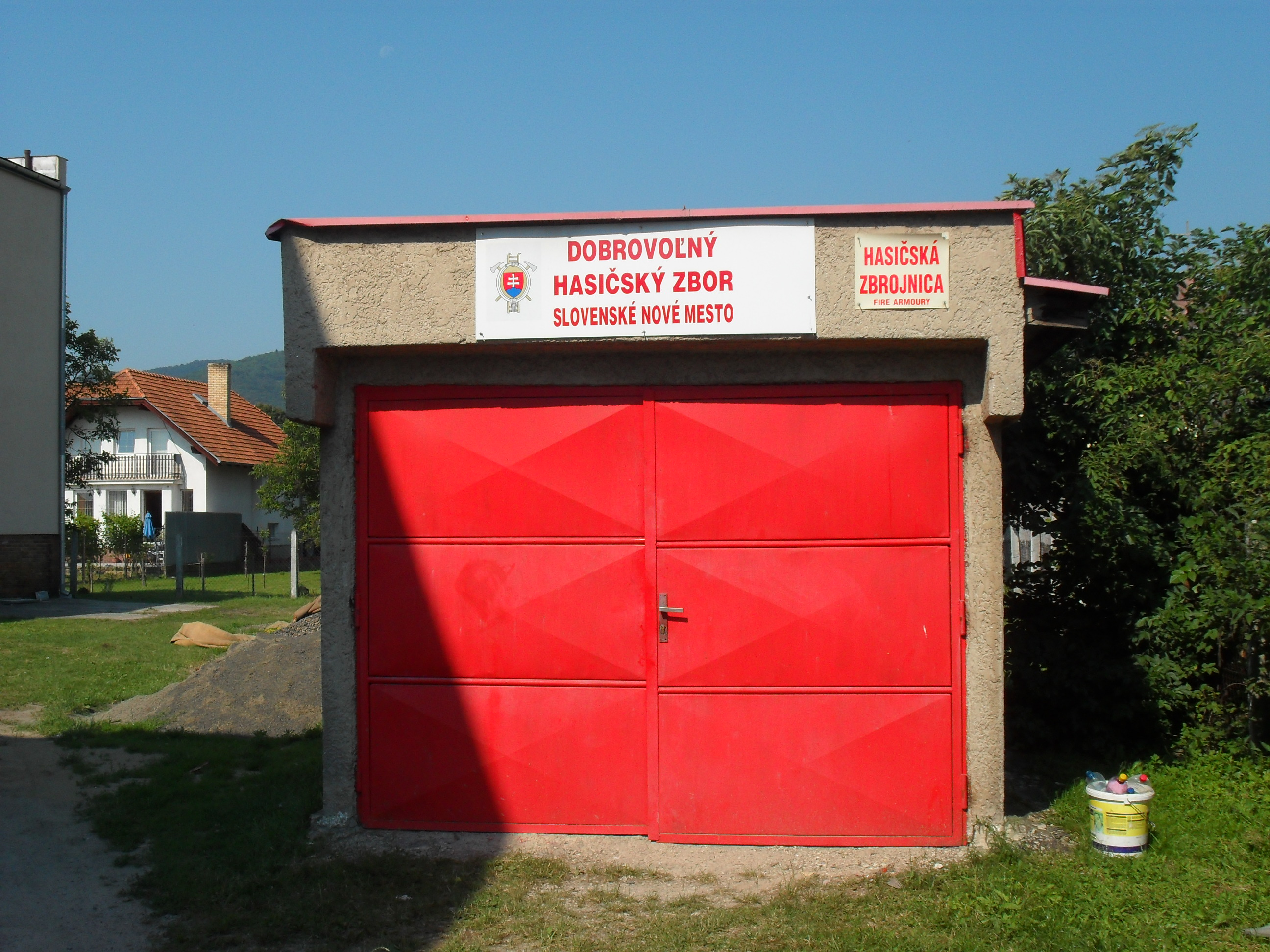
Tűzoltószertár
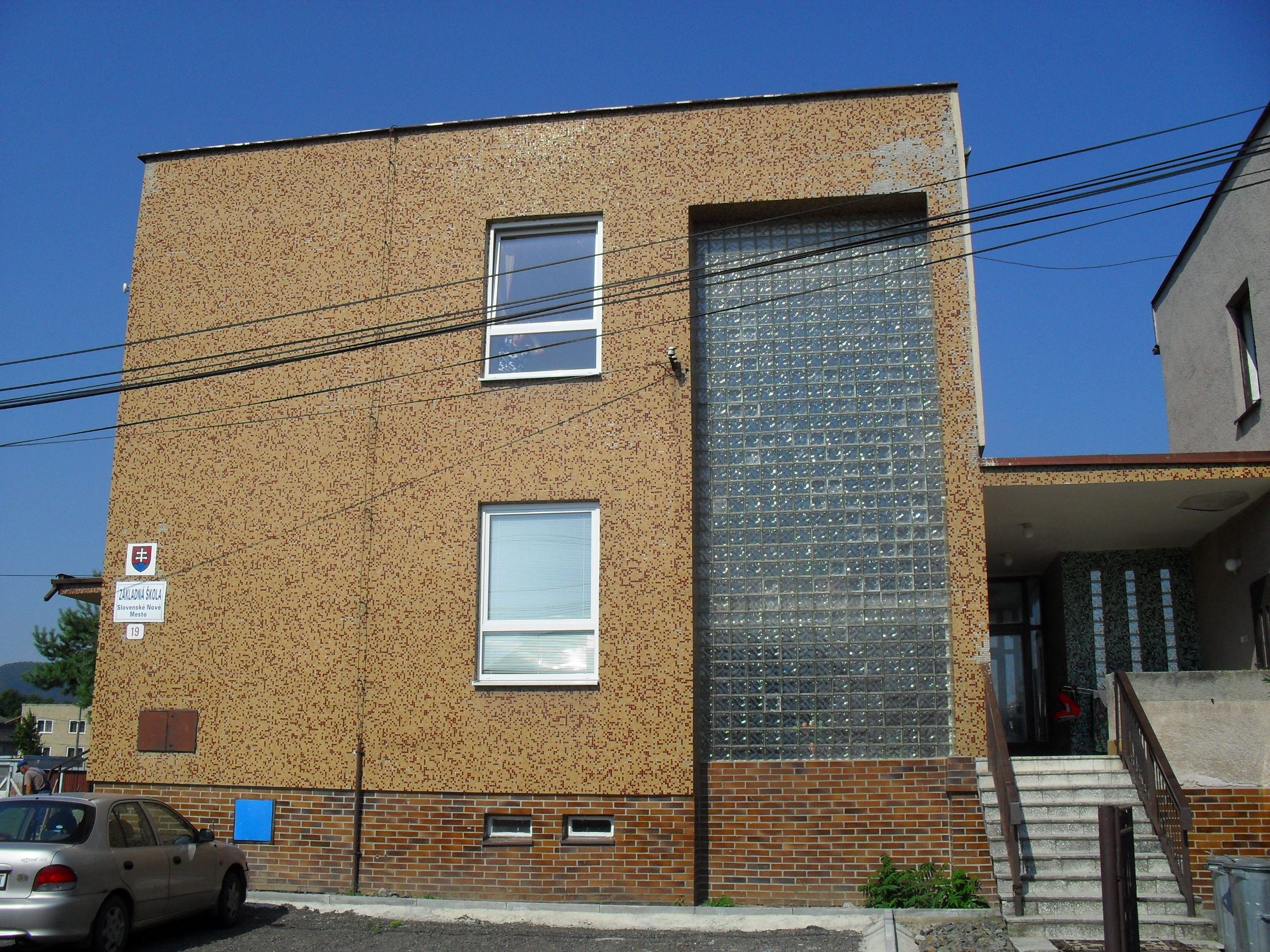
Alapiskola
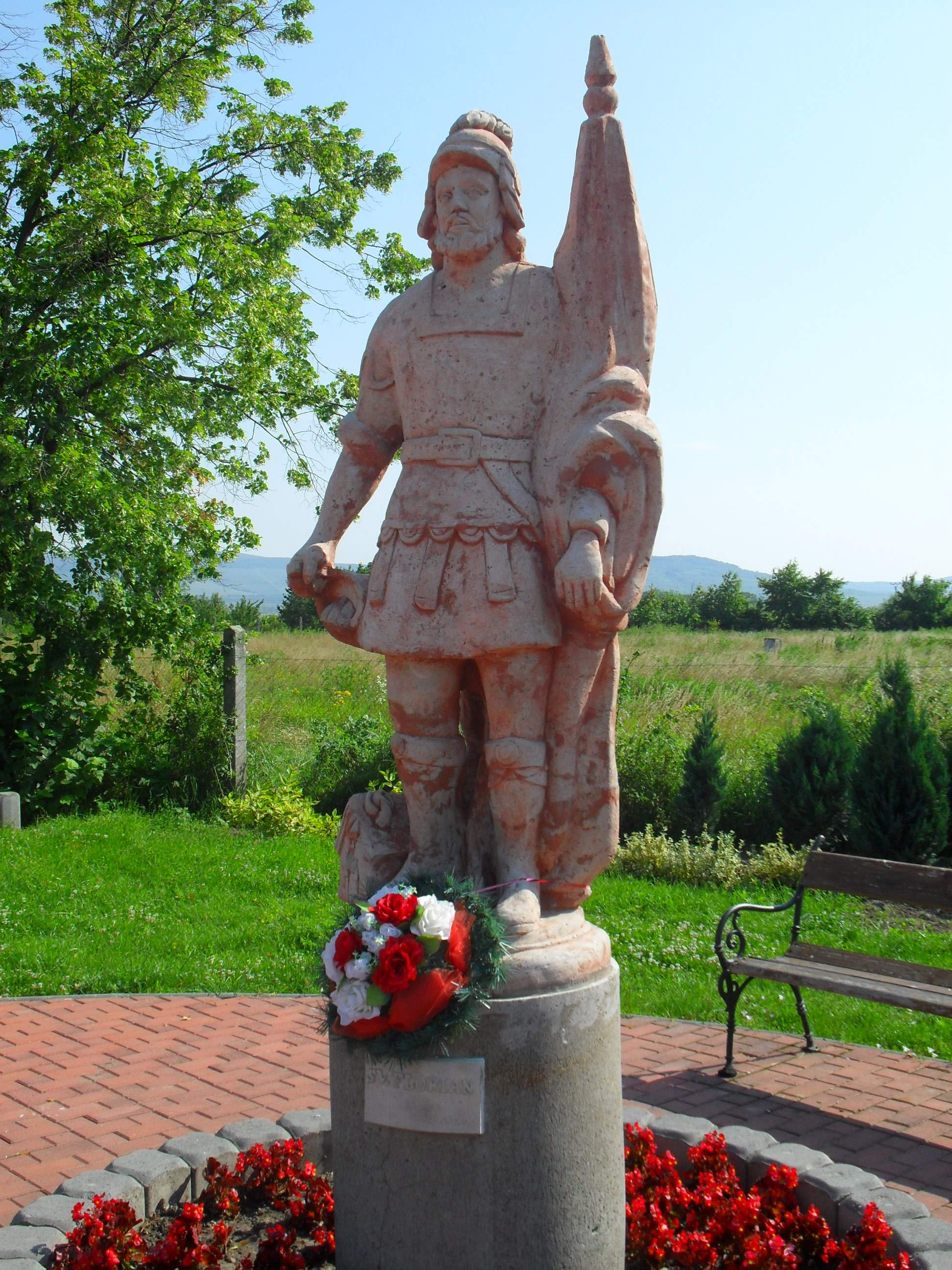
Szent Flórián szobra
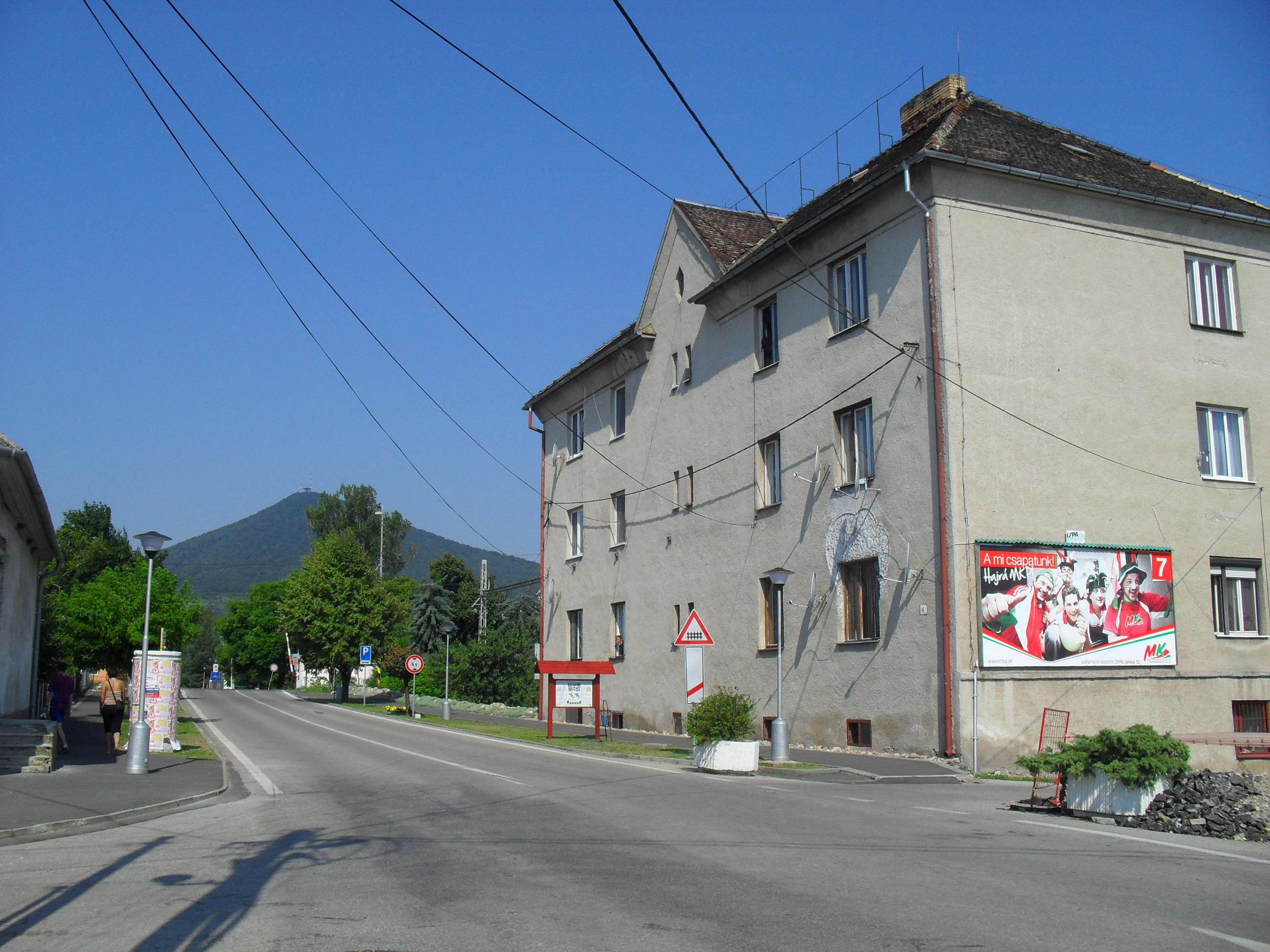
Utcakép
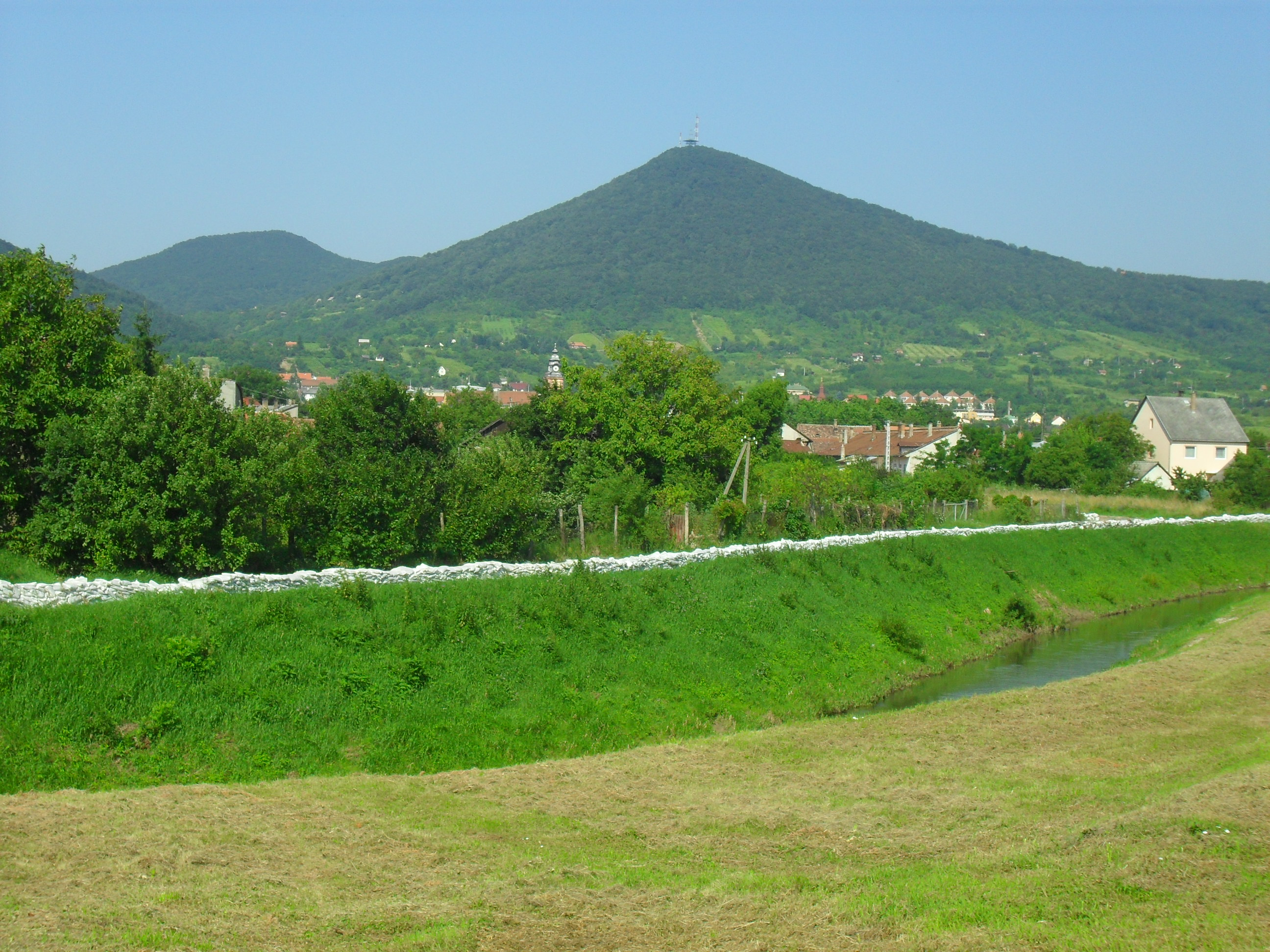
A Ronyva patak, a túlparton Sátoraljaújhely
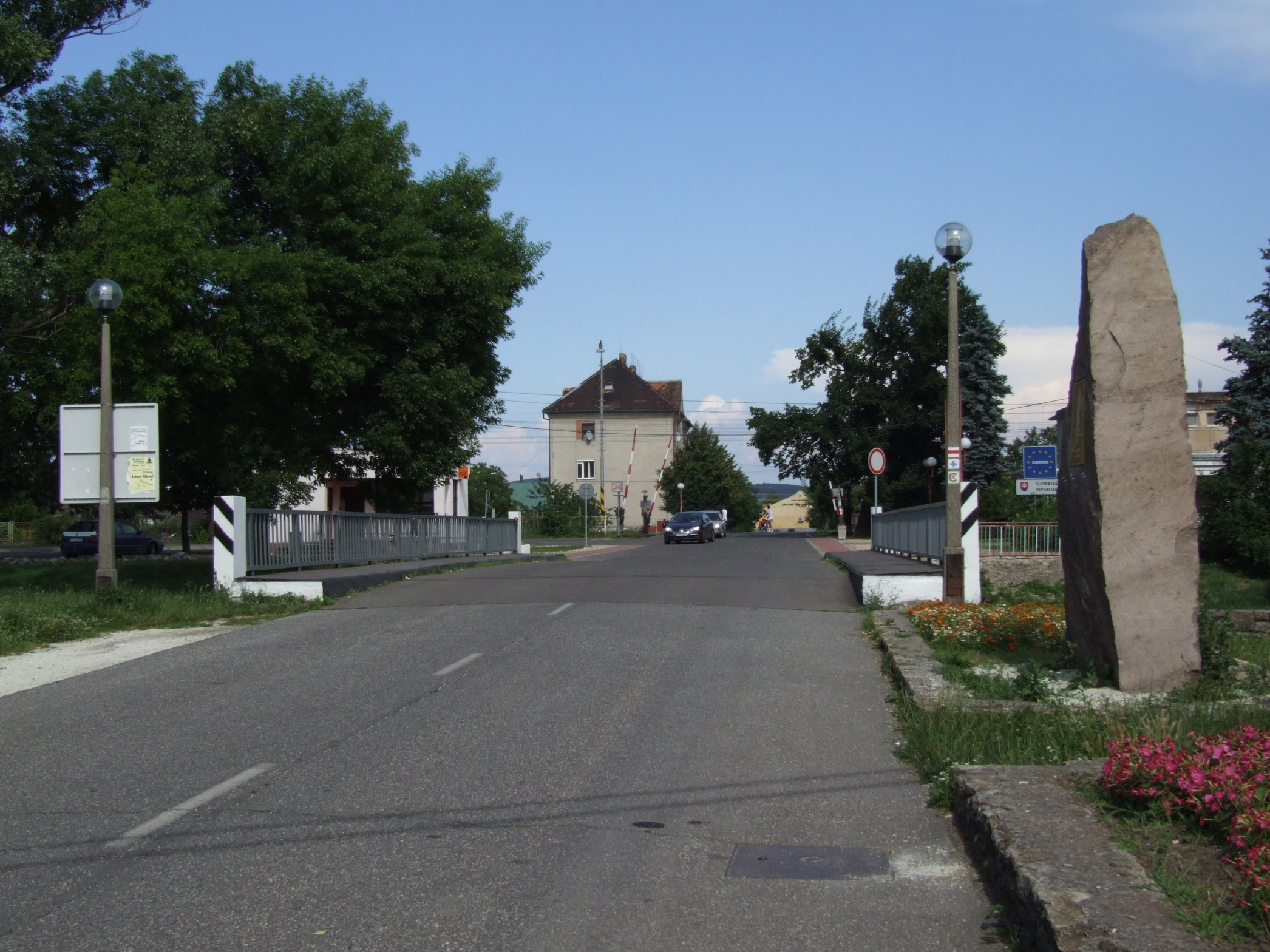
A Ronyva hídja